# Ataxia
Ataxia – amerykańska alternatywna supergrupa, którą tworzą: John Frusciante (gitarzysta grupy Red Hot Chili Peppers), Josh Klinghoffer (były gitarzysta zespołu Red Hot Chili Peppers) oraz Joe Lally (basista zespołu Fugazi).

## Krótka historia
John Frusciante zapoznał się z muzyką Fugazi i z Joe Lallym w roku 1999. Sam mówi, że zakochał się w ich muzyce. Z Joshem Klinghofferem współpracował wielokrotnie przy swoich solowych płytach np. przy Shadows Collide With People. Ataxia to projekt, który istniał dwa tygodnie w lutym 2004 roku. W tym czasie stworzył materiał na dwie płyty oraz dał koncerty w Knitting Factory w Los Angeles. Pierwsza z nich to album wydany w sierpniu 2004 zatytułowany Automatic Writing. AW to ponad 50 minut ciekawej, odbiegającej od schematów, muzyki modelowanej przeróżną elektroniką. Pięć utworów tworzących kompozycję hipnotyzującej muzyki i wokalu. Ataxia ma za sobą także kilka koncertów w Stanach. Publikacja reszty materiału – AW II była wielokrotnie przekładana, pod koniec 2006 roku przedostał się on do sieci. Finalnie dzieło ujrzał światło dzienne 29 maja 2007 od wycieku odróżnia je tytuły, kolejność utworów oraz niewielkie różnice w brzmieniu.

## Dyskografia
- Automatic Writing 10 sierpnia 2004, Record Collection
- AW II 29 maja 2007, Record Collection

## Skład
- John Frusciante – gitara, syntezator, wokal
- Josh Klinghoffer – perkusja, syntezator, wokal
- Joe Lally – bas